# Speicherstadt
L'Speicherstadt, alemany per a «ciutat d'emmagatzematge», al barri de Hafencity a Hamburg, Alemanya és un important quarter de magatzems on els edificis s'aixequen sobre fonaments de pilars de fusta de troncs de roure. Va ser construït ades de 1883 a 1927 i feia part del port d'Hamburg fins al 2003. Des dels anys 1960 amb l'arribada dels contenidors i l'ocàs de càrrega general a poc a poc va caure en desús, com que els canals i les dàrsenes ja no podien rebre els vaixells cada vegada més grans.
El districte va ser construït com una zona franca on es podia emmagatzemar mercaderies en no pagar aranzels fins que no en surtíssin. Des del 2009 el quarter i els seus voltants estan sota remodelació en el projecte de recuperar l'antic port desafectat com a quarter mixt d'habitatge i de despatxos. Amb el limítrof Kontorhausviertel (quarter dels despatxos) i el Chilehaus veí al barri de Ciutat Vella forma un conjunt continu i el primer lloc a Hamburg guardonat amb l'estatus de Patrimoni de la Humanitat per la UNESCO des del 2015.

## Llocs d'interés
- El museu Speicherstadt
- Miniatur Wunderland, una exposició permanent de modelisme amb un ferrocarril miniatura de més de 12 quilòmetres de vies.[3]
- El Deutsches Zollmuseum, museu de la duana alemanya